# Guerra Civil austríaca
Es coneix per Guerra Civil austríaca o Aixecament de febrer les escaramusses que van lloc entre el 12 i el 16 de febrer de 1934 a Àustria entre les forces social-demòcrates i les forces conservadores-feixistes. Els fets van començar a Linz i van tenir lloc, principalment a les ciutats de Viena, Graz, Bruck an der Mur, Judenburg, Wiener Neustadt i Steyr, si bé es van estendre a diverses poblacions industrials de l'Àustria central i oriental.
Va acabar amb victòria austrofeixista i va comportar la fi del sistema democràtic austríac.